# 中共北方区执行委员会
中共北方区执行委员会（简称中共北方区执委）是中国共产党创立初期的区执行委员会之一，领导中共在北京、直隶、热河、察哈尔、绥远、山西、吉林、黑龙江、奉天等地的工作。

## 历史
1920年10月，李大钊、张申府、张国焘等人在北京大学图书馆成立北京共产党小组（共产主义小组）。11月，共产党小组正式命名为中国共产党北京支部，李大钊任书记。1921年8月，中共北京地方委员会（北京地委）成立，直属中共中央领导。
1922年7月中共二大后，北京地委改称中共北京地方执行委员会（北京地执委），范鸿劼任委员长。1923年2月，中共党员组织领导了二七大罢工。
1923年7月，中共北京区执行委员会兼中共北京地方执行委员会（北京区执委兼地执委）成立，何孟雄、李大钊先后任委员长。北京区执委负责北京、直隶、热河、察哈尔、绥远、山西、吉林、黑龙江、辽宁以及河南、陕西、甘肃部分地区党的工作。1924年5月，张国焘被捕、李大钊等被通辑而离开北京。留在北京的党、团组织决定合并，成立党团临时工作委员会。6月，北京区执委兼地执委恢复，何孟雄、赵世炎先后任委员长。12月中共中央成立中共中央北方局，不久便于1925年1月中共四大取消。1925年春，中共中央调整北京区执委兼地执委成员，陈乔年任书记。
1925年10月，由于北方工作的重要性，中央中共决定北京区执委不再兼任北京地执委，改组为中共北方区执行委员会（北方区执委），并另行建立中共北京地方执行委员会，归北方区执委领导，李大钊任书记。管辖范围为直隶、山西及东三省，不久根据中央北京特别会议的决定，北方区执委又恢复了绥远、察哈尔、热河三特别区的领导。1925年11月，北方区执委和国民党合作组织发动了针对段祺瑞政府的首都革命。1926年三一八惨案后，中共北方区委与国民党北京特别市党部进入东交民巷苏联大使馆原俄国兵营躲避。至1927年初，北方区执委的直属地执委已有20余个，全区中共党员达到3000余名。
1927年4月，北方区执委机关被张作霖率军警破坏，李大钊、范鸿劼、杨景山等北方区执委领导人与一些国民党员被捕，后被处以绞刑。随后，中共中央指示天津地执委代行北方区执委职权，但因对情况不了解而未能展开工作。5月中共五大召开，区执委建制被撤销，各地中共省委成立，由中共顺直省委领导北方地区党的工作，同时将北京、天津、唐山地委改建为市委，并建立石家庄、张家口、保定等市委、县委。

## 主要成员

### 北京地方委员会（1921年8月－1922年7月）
- 书记：李大钊
- 委员：李大钊、罗章龙、高君宇（高尚德）、李梅羹
- 组织：罗章龙
- 宣传：高君宇
- 财务：李梅羹

### 北京地方执行委员会（1922年7月－1923年7月）
- 委员长：范鸿劼
- 委员：范鸿劼、张昆弟、包惠僧
- 候补委员：何孟雄、安体诚
- 秘书：包惠僧

### 北京区执行委员会兼北京地方执行委员会（1923年7月－1925年10月）
1923年7月－1924年5月
- 委员长：何孟雄、范鸿劼、李大钊
- 委员：何孟雄、张昆弟、范鸿劼、包惠僧、张国焘、朱务善、李大钊、蔡和森
- 秘书：包惠僧、蔡和森
- 会计：范鸿劼
- 劳动运动委员：张昆弟
- 国民运动委员会秘书：何孟雄
- 《政治生活》主编：刘仁静

1924年6月－1925年10月
- 委员长：何孟雄、赵世炎
- 书记：赵世炎、陈乔年
- 委员：何孟雄、范鸿劼、高君宇、朱务善、李国暄、赵世炎、陈乔年
- 秘书：彭桂生（彭健华）
- 组织部主任、部长：范鸿劼
- 宣传部主任、部长：高君宇、赵世炎
- 农工部主任、部长：陈为人
- 国民运动委员会秘书、书记：李国暄、何资深
- 职工运动委员会书记：陈为人
- 国民会议促成会临时党团书记：赵世炎
- 《政治生活》主编：高君宇

### 北方区执行委员会（1925年10月－1927年5月）
- 书记：李大钊
- 委员：李大钊（其他委员不详）
- 候补委员：（不详）
- 秘书：彭桂生、杨景山
- 组织部部长：陈乔年
- 宣传部部长：赵世炎、范鸿劼
- 职工运动委员会主任：赵世炎
- 国民运动委员会主任：李大钊
- 妇女运动委员会负责人：刘清扬、夏之栩
- 军事运动委员会书记：张兆丰
- 农民运动委员会书记：李怀才
- 首都革命行动委员会临时党团书记：赵世炎
- 党校校长：罗亦农
- 《政治生活》主编：赵世炎、范鸿劼

## 直属地执委、县委、支部
1921年至1927年间北京地委、北京地执委、北京区执委、北方区执委直属的地方执行委员会、县委员会、支部包括：
| 北京 - 北京东城（北京大学）支部（1921年－1925年10月） - 北京西城（北京师范大学）支部（1921年－1925年10月） - 北京西山（中法大学）支部（1922年－1925年） - 长辛店机厂支部（1922年－1923年2月） - 丰台、长辛店联合支部（1924年－1925年10月） - 北京女子高等师范支部（1924年－） - 中国大学支部（1924年－） - 北京农业大学支部（1924年－1925年10月） - 法政学院支部（1924年－） - 北京国立工业大学支部（1924年－1925年） - 西直门火车站支部（1925年－） - 北京朝阳大学支部（1925年－） - 北京清明中学支部（1925年－） - 北京蒙藏学校支部（1925年－） - 北京美术专门学校支部（1925年－） - 北京地方执行委员会（1925年10月－1927年5月） - 南口地方执行委员会（1926年1月－8月） 直隶、热河、察哈尔、绥远 - 天津地方执行委员会（1924年7月－1927年6月） - 唐山地委→唐山地执委（1922年4月－1927年7月） - 唐山交通大学支部（1922年7月－） - 乐亭县中学支部（1924年冬－1925年6月） - 乐亭地方执行委员会（1925年6月－1927年夏） - 玉田特支→玉田县委（1926年10月－1927年7月） - 山海关特别支部（1924年11月－1927年7月） - 保定支部→保定地执委（1925年春→1926年9月） | - 完县特别支部（1926年12月－1927年夏） - 安平县台城特别支部（1923年8月－1924年8月） - 安平县委员会（1924年8月－1925年冬） - 安平县北关高级小学支部（1924年3月－8月） - 安平县敬思村支部（1924年3月－8月） - 饶阳县城内支部→饶阳地执委（1925年春－1926年12月） - 石家庄地方执行委员会（1924年－） - 石家庄特别支部（1925年12月－1926年5或6月） - 正定特别支部（？） - 正定地方执行委员会（？） - 张家口铁路车务工人支部（1923年2月－1925年10月） - 京绥铁路支部（1924年春－） - 张家口特支→张家口地执委（1925年1月－1927年7月） - 直隶十二中支部→顺德特支→顺德临时地执委（1925年8月－1927年7月） - 直隶省立第四师范学校支部（1925年11月－1927年7月） - 磁县特支→磁县县委（1925年6月－1926年11月） - 隆平县委员会（1926年夏－1927年7月） - 直隶七师党团特支→大名地执委（1926年10月－1927年7月） - 文安特别支部（1926年10月－1927年5月） - 察哈尔特别区工作委员会（1925年5月－10月） - 热河特别区工作委员会（1925年5月－10月；1926年8月－） - 绥远特别区工作委员会（1925年3月－10月） - 包头市工作委员会（1925年3月－10月） - 绥远特别区地方执行委员会（1926年9月－1927年9月） 河南 - 开封车头厂支部（1922年冬－1923年2月） - 郑州支部→郑州地执委（1925年4月－9月） | - 漯河车站支部（1925年5月－9月） - 卫辉学校支部（1925年7月－10月） - 卫辉华新纱厂支部（1925年7月－10月） - 洛阳地方执行委员会（1925年夏－10月） - 信阳地方执行委员会（1925年夏－10月） - 洛阳支部（1925年夏－10月） - 焦作支部（1925年7月－10月） - 开封地方执行委员会（1925年6月－10月） 山西 - 太原支部（1924年夏－1925年10月） - 大同铁路支部（1925年10月－1926年3月） - 汾阳特别支部（1925年5月－1926年12月） - 太原特支→太原地执委（1925年10月－1927年5月） - 榆次地方执行委员会（1926年6月－9月） - 临汾（平阳）地方执行委员会（1926年秋－1927年5月） - 汾阳地方执行委员会（1926年12月－1927年5月） - 晋城地方执行委员会（1927年1月－5月） 江苏 - 陇海铁路徐州站支部（1922年春－1923年5月） 东北 - 奉天支部（1925年9月－1926年9月） - 大连特支→大连地执委（1926年1月－10月） - 哈尔滨支部→哈尔滨特支→北满地执委（1925年春－1926年10月） 陕甘 - 甘肃特别支部（1925年12月－1927年2月） - 绥德特支→绥德地执委（－1927年2月） |